# 东钱湖堰、碶、坝群
东钱湖堰、碶、坝群是浙江省宁波市鄞州区东钱湖沿岸一系列水利设施的统称，包括莫枝堰、碶、坝，平水堰、坝，大堰堰、坝，前堰堰、碶和高湫堰。2023年9月1日公布为宁波市文物保护单位。

## 组成

### 莫枝堰、碶、坝
莫枝堰位于东西街尽头，中塘河汇入东钱湖处，始建于宋代，为宋代“东钱湖七堰”之一。现存堰头设施由东至西分别为闸门、古堰坝、配电房和电动坝。闸门清道光五年（1825年）修缮，留有“莫枝堰碶  清道光伍年”等字样的碶额。古堰坝成屋脊形，宽10.4米，上游长约8米，下游长约16米。电动坝现为电动车坝，1966年1月投用，宽12.5米，全长约30米。目前莫枝堰仅有闸门发挥作用。

### 平水堰、坝
平水堰位于湖塘村平水桥东侧，为内河与东钱湖的交汇点，宋代“东钱湖七堰”之一。现存堰面为屋脊形，堰顶为车堰，长13米，宽0.4米，堰身上游长约6.6米，下游长约13米。堰旁有坝，坝顶长4米，旧时由人工拖船过坝。

### 大堰堰、坝
大堰堰位于大堰村，为内河与东钱湖的交汇点，宋代“东钱湖七堰”之一。现存堰面为屋脊形，堰顶为磨堰，长10米，宽0.45米，堰身上游长约5米，下游长约14米。堰南29米处设有碶门、闸门和机房。

### 前堰堰、碶
前堰堰位于前堰头村，为内河与东钱湖的交汇点，旧时前往五乡、东吴、梅墟等地的水路经过此处，宋代“东钱湖七堰”之一。堰面成屋脊形，堰顶为磨堰，长9.2米，宽0.6米，上游长约8米，下游长约16米。堰旁7米处有闸门，碶石长4.5米，宽1.5米，后有放水口，长2.9米，宽2.35米。

### 高湫堰
高湫堰位于郭家峙村迎旭寺旁，为内河与东钱湖的交汇点，宋代“东钱湖七堰”之一。现存堰面为屋脊形，堰顶为车堰，长9.2米，宽5.4米，堰身上游长约5米，下游长约10米，最宽处14米。  

## 图集
- 莫枝堰
- 平水堰
- 前堰堰
- 高湫堰